# Gprof
Gprof, em engenharia de software, é uma ferramenta para análise dinâmica (diferente da análise estática) da execução de programas escritos em linguagem C, Fortran e Pascal. O propósito usual desse tipo de análise é determinar o quanto de recurso computacional é consumido por cada parte do código, com o objetivo de otimizar o tempo de execução e diminuir quando possível o consumo de memória. Essa ferramenta pode ser usada em conjunto com o GCC. O Gprof é um projeto GNU, sob a licença GNU GPL.